# James Thomson (1700–1748)
James Thomson, född 11 september 1700 i Ednam i Kungariket Skottland, död 27 augusti 1748, brittisk författare. Han är mest känd för att ha skrivit texten till Rule, Britannia!